# Нава-де-ла-Асунсьйон
Нава-де-ла-Асунсьйон (ісп. Nava de la Asunción) — муніципалітет в Іспанії, у складі автономної спільноти Кастилія-і-Леон, у провінції Сеговія. Населення — 3024 особи (2010).
Муніципалітет розташований на відстані близько 110 км на північний захід від Мадрида, 38 км на північний захід від Сеговії.
На території муніципалітету розташовані такі населені пункти: (дані про населення за 2010 рік)
- Моралеха-де-Кока: 109 осіб
- Нава-де-ла-Асунсьйон: 2915 осіб

## Демографія
Динаміка населення (INE ):